# Anton Hainfling
Anton Hainfling (Laibach (Ljubljana), 1613. szeptember 21. – Passau, 1660. január 23.) Jézus-társasági tanár.

## Élete
19 éves korában lépett a rendbe; a humaniorákat tanította Nagyszombatban, a bölcseletet és a teológiát pedig másutt. 
Két gradualét adott ki Nagyszombatban (ezeknek könyvészeti leírását azonban Stoeger nem adja.)

## Munkája
- Malum punicum. Viennae, 1651.